# 澳門電召的士服務股份有限公司
澳門電召的士服務股份有限公司（葡萄牙語：Companhia de Serviços de Rádio Táxi Macau S.A.，簡稱：澳門電召、電召的士公司、電的公司），於2015年11月20日成立，是澳門特別行政區唯一一間專營特別的士（純電召的士服務）的承批公司。

## 背景
2014年11月6日，由於澳門特別行政區政府與宏益電召經過數月緊密磋商仍未能就其准照續期事宜達成共識，因此俗稱“黃的”的宏益電召營運的100個特別的士准照於2014年11月7日晚上11時59分到期屆滿失效，象徵着“黃的”全面退場並結束所有特別的士服務。宏益電召的士公司宣布約滿後退出的士市場。
2015年至2016年期間，由於「黃的」特別的士退場，居民搭的士難的問題更為突顯，加上個別的士服務質素不佳，包括拒載、揀客、濫收車資的問題，甚至部分的士司機更不願駛入舊區，引起市民怨聲載道。而網約車平台Uber看中時機於2015年10月起澳門開拓市場，但被澳門特別行政區政府認定Uber服務為非法客運，所以一直被執法部門和交通部門嚴厲打擊，隨後於2017年7月17日宣佈退出澳門市場。
2015年10月5日，澳門特區政府於政府公報刊登第304/2015號行政長官批示，核准對經營的士客運業務特別准照的批給作公開競投，該准照將對應不多於100個特別的士執照，並賦予承批人在澳門特別行政區經營有關輕型出租汽車客運業務的權利。該准照批給期限八年。
2015年10月14日，交通事務局正式開展有關的士特別准照公開競投招標工作。原定2015年12月14日截標，以暗標方式開投，延至2016年1月12日截標。交通事務局解釋是由於修訂了競投條款，包括允許未來承批商可以申請政府資助無障礙的士一半車價，提供的無障礙的士數量下限亦由10部減至5部，有關修訂是考慮社會對無障礙的士之實際需求，以及未來營運商的經營成本壓力。

## 歷史

### 2015年至2016年：成立初期與投標過程
2015年11月26日，澳門電召的士服務股份有限公司成立。
2016年1月13日，特別的士准照進行開標，共收到三份標書包括該公司。首階段投標由於電召公司因將價格標書，載於「文件」信封內，標書不被接納，對於委員會決定判決，澳門電召決定提出上訴。
2016年3月17日，經營的士客運業務特別准照公開競投繼續開標會議，委員會考慮到澳門電召公司將文件錯放在不正確的信封內，並不足以構成標書被淘汰的理由，因此有關訴願理由成立。在開啟“澳門電召的士服務股份有限公司”之投標書，經審議後，該公司之投標書被接納。
2016年9月6日，政府公報刊登行政長官第58/2016號行政命令，授予運輸工務司司長羅立文代表澳門特別行政區與「澳門電召的士服務股份有限公司」簽署有關特別的士客運業務的公證合同。意味澳門電召擊敗「勵澳的士服務股份有限公司」及另一間因文件未符合標準而不被接納的投標者「的士高股份有限公司」，取得100個特別的士准照。
2016年9月22日，特區政府與「澳門電召的士服務股份有限公司」簽署為期8年的特別的士客運業務公證合同，該公司將由2017年4月1日起提供合同訂定的特別的士服務。按照合同， 該公司同時須提供不少於5部無障礙的士及10部大型的士，以回應社會對特別的士服務及無障礙的士服務的需求，並提供電話、手機應用程式及網頁形式召喚。

### 2017年：測試及正式運作
2017年3月16日至30日，澳門電召開展測試和有限度服務，測試日期分為3月16日至23日上午七時至晚上九時；3月24日至3月30日全日24小時服務。測試期間，公司及司機均不收取任何費用，以測試及收集數據為目的。乘客可透過電話及“澳門電召的士”手機應用程式叫車。
2017年4月1日0時，澳門電召正式開始提供特別的士客運業務，為期八年，並正式實施收費。首階段先提供50部特別的士作營運，包括35台普通車型的士、10台大型的士及5台無障礙的士，第二階段餘下的50部特別的士將於一年內陸續投入運作。

### 2018年-2019年：第二批200個特別的士准照公開競投 成功突圍
2018年8月14日，《特區公報》刊登《第182/2018號行政長官批示》，就經營200部特別的士准照的批給進行公開競投。准照批給期限為八年，同樣是需以電召方式經營（不能在街上接客）。澳門電召亦決定加入競投行列。
2018年10月16日，經營的士客運業務特別准照公開競投開標，提交的5份投標書全部被接納；提出的三項服務費分別是電召費介乎零至1元、預約費及失約費均不設收費。5間公司包括現有的澳門電召、於2014年退場的宏益電召與信德集團聯合投標、南光集團旗下子公司澳門新時代出租汽車股份有限公司、由本地新富倫集團、中國大陸公司啟迪控股和首汽約車合作組成的快達的士及由澳門萬國控股集團及一間中國大陸企業提供支持的城市電召有份入標。
2019年3月25日，政府公報刊登行政長官第68/2019號行政命令，宣佈「澳門電召的士服務股份有限公司」投得200個特別的士准照，准照自營運起始日起生效，為期8年。
2019年5月2日，運輸工務司司長羅立文與「澳門電召的士服務股份有限公司」簽署不多於200部特別的士客運業務公證合同，營運起始日自2019年12月1日起計算，為期8年。按照合同該200部特別的士免收電召費、預約費及失約費，其中首批100部預計第四季投入服務。

### 2020年至2022年：COVID-19疫情
2020年初，COVID-19疫情蔓延至澳門，及後擴散至全球，對澳門經濟造成一定影響。而電召數量由疫情前6,000多次下降至每天約3,000次，由於電召司機是受薪制，有基本人工保障，從而有效保障乘客所受到的服務素質，同時與非牟利團體舉辦愛心慈善車載活動，提高疫情下電召司機出車率，從而提高司機薪酬。至於新增的200台紅色“特別的士”，已有一半推出了市場，餘下在2020年下半年陸續投入使用。
2021年2月24日，特區政府《公報》刊登修改俗稱「藍的」和「紅的」之電召的士合同，批給期限均修改為八年六個月，各自延長六個月營運期。交通事務局指合同修改是履行2020年行政長官批示的疫情支援措施，向的士業界推出支援措施，延長的士經營期六個月。
2022年6月24日，澳門爆發大規模COVID-19疫情，澳門電召提供5部防疫的士專為由澳門蛋C館的社區治療中心出發的低風險黃碼人士，提供「點對點」指定義載服務，相關司機會穿好防護裝備及每天進行核酸檢測。

### 2025年：擴展網約的士服務、首批100部藍的合同到期
2025年1月22日，“澳覓APP”與“電召PLUS”簽署戰略合作協議，當天起電召PLUS與澳覓APP的頁面將逐步上線對方公司的業務。在“澳覓APP”的商家詳情頁面，地址欄後將新增“一鍵叫車”按鈕，用戶只需點擊該按鈕，即可直接跳轉至“電召PLUS” APP即時叫車。
2025年3月26日，澳門電召公司表示，因應首批100部電召的士合同將於2025年9月30日到期，如退場將減少5部無障礙的士，運力也將減少三分之一，預計250至300個司機生計將受影響；該公司已按合同要求提前一年向交通事務局提交延期申請書，雙方均要考慮相關的士使用年期，是否適合繼續營業等，會全力配合政府規劃及工作。
2025年4月24日，澳門新營的士從業員協會正式成立，該協會與電召公司簽署網約的士司機培訓協議，將研究免費為普通的士開通線上即時召車服務專區，另擬在電召PLUS應用程式和微信小程式上線「普通的士」專屬召車入口，協會成立初期有近400輛普通的士加入網約服務。

## 車輛

### 第一批特別的士用車
首個電召准照共提供100部特別的士，其中50部於2017年4月1日起正式運作。包括五部無障礙電召的士及十部可供居民放置大型行李的七人車的士。其中五部無障礙的士為澳門首批提供無障礙服務的特別的士，車尾門配有登車斜板，亦有防滑扶手、防滑地毯等設施。絕大部分的士採用節能環保油電混合七人車，提供環保、舒適、寬敞的空間，以滿足不同乘客的需求。

澳門電召的士 (藍色輪椅的士)
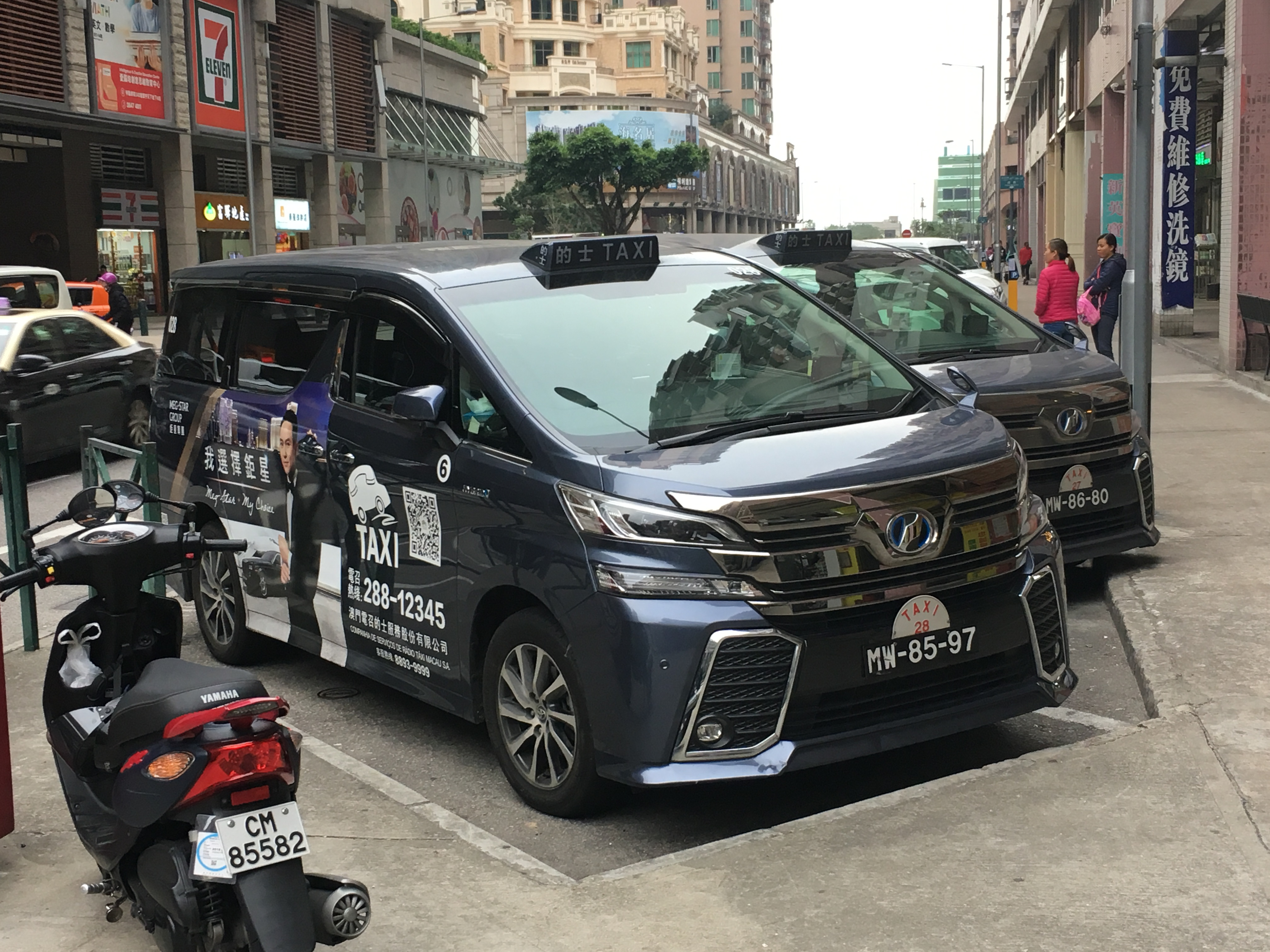
澳門電召的士 (藍色大型的士)

### 第二批特別的士用車

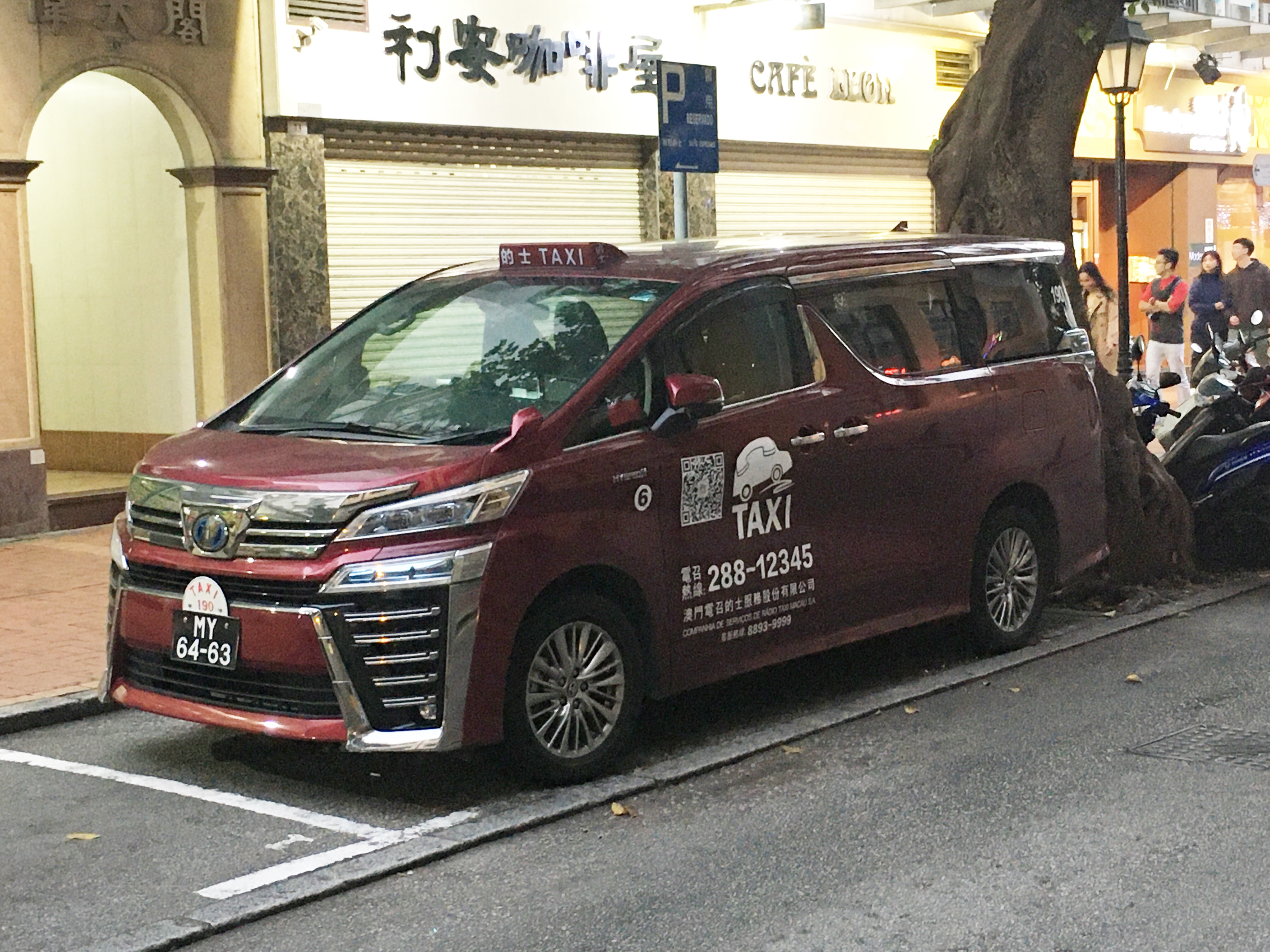
澳門電召的士 (紅色大型的士)

2019年3月25日，電召公司再投得200個特別的士准照，按規定須採用6座位或以上的油電混合或環保能源輕型汽車，並提供不少於5部無障礙的士及不少於10部大型的士。另外，政府將允許承批公司分兩批營運200部電召的士。為便利行動不便的乘客，澳門電召亦主動引入10部機動的士，該類型的士最少有一個乘客座位可電動外移下降。
2019年5月22日，《特區政府公報》刊登財政局與澳門電召的士服務股份有限公司簽署「特別的士」（電的）客運業務公證合同摘錄，合同營運起始日為2019年12月1日，自該日起計批給期限為八年，不收取電召費、預約費及失約費，同時與原先第一批100部「特別的士」車身顏色不同以作為區分。
新一批200部特別的士車身顏色為“紅色”，與第一批特別的士“藍的”作區分。除指定地點外不收取任何電召費，首100部特別的士之中，包括5部無障礙的士。而為了滿足市民需求，澳門電召另安排10部普通電召的士的座位改裝電動椅，方便有需要的乘客上落。其中首批100部紅色電召的士當時計劃在2019年10月將至少50部車投入服務，而全數200部紅色電召的士計劃在2020年6月前全部投入服務。車廂內附有免費wifi、手機充電線及急救包等設備。另外，為進一步提升駕駛安全，「紅的」設有「車輛駕駛人防疲勞監控系統」，透過面容識別技術，捕捉司機駕駛時的動態，如果他們瞌眼瞓、作出分心使用電話或吸煙等行為，會即時作出語音提示，有關狀況亦會傳回公司，由專人處理跟進。

## 營運及服務

### 收費及車廂設施
收費方面，根據合同規定2017年首季推出首批100部純電召的士（俗稱：「藍的」）除按普通的士一樣按咪錶收費，另收5元電召費（如提早一小時預約則免收），不收取預約費及失約費。在投標書亦提出優於承投規則所訂條件的內容，包括在所有特別的士安裝Wi-Fi無線上網設施，讓乘客在特別的士內免費連接互聯網；安裝車載自動診斷系統，以檢測車輛的運行狀況；此外，提供後備客戶服務中心，以便在重大事故時提供臨時服務及數據備份。而根據2017年3月27日政府頒布行政命令正式表明，澳門電召由正式營運當日起可收取電召費，但若超過乘客約定時間十分鐘或以上，或未經同意派出非屬乘客所要求的車型接載，乘客則毋須繳付電召費。
2019年推出的第二批200部特別的士（俗稱：「紅的」），除按普通的士一樣按咪錶收費外，亦按標書提出不收取電召費、預約費及失約費。但原有首批100部特別的士維持收取電召費。2020年9月28日，郵電局旗下的「FreeWiFi.MO」計劃，擴大至第二批200部特別的士中。

### 支付方式
車資支付方面，可使用澳門元現金、澳門通或信用卡支付，目前亦包括聚易用、支付寶或微信支付等手機移動支付。
2019年7月中旬，增加中國銀行（澳門）銀聯卡無感支付，乘客只須下載電召的士手機應用程式後，成功註冊及綁定銀聯信用卡後，每次只要通過電召手機應用程式使用乘車服務，則會按實際車資即時自動在銀聯信用卡扣款，解決現金零錢找續問題，藉此提高了支付效率。此外，澳門電召亦規定如有乘客無理生端、多次失約或取約預約的話，將會被列為黑名單。

### 應召方式
除了通過電話叫車外，另可下載“澳門電召”應用程式叫車。2023年10月31日，“澳門電召”應用程式升級為「電召PLUS」，於同年12月1日上線。該應用程式由中國銀行澳門分行與澳門交通平台有限公司透過戰略合作協議的簽署共同研發，共同推進和構建一體化、多場景的「數字支付+智慧出行」新模式；「電召PLUS」應用程式除了增加預約電召的士外，並可預約澳門—香港兩地巴士、預訂船票等功能，相關預售服務會與具旅行社准照公司合作，提供平台轉載服務。2025年1月22日，澳門電召與澳門最大外賣團購平台澳覓簽署合作協議，其中在澳覓手機應用程式上的商家詳情頁面，地址欄後將新增「一鍵叫車」按鈕，用戶只需點擊該按鈕，即可直接跳轉至澳門電召旗下的“電召PLUS”手機應用程式即時叫車，省去在多個手機應用程式之間跳轉輸入地址的繁瑣步驟。

### 特別的士站
交通事務局於2017年4月1日起首階段提供14個特別的士站，分佈在媽閣、鏡湖醫院、仁伯爵綜合醫院、澳門國際機場及氹仔客運碼頭等。
| 特別的士站分佈地點及名稱 | 特別的士站分佈地點及名稱   | 特別的士站分佈地點及名稱   |
| 編號                     | 地點名稱                   | 街道名稱及具體位置         |
| ------------------------ | -------------------------- | -------------------------- |
| 1                        | 媽閣                       | 比厘喇馬忌士街             |
| 2                        | 筷子基                     | 俾若翰街                   |
| 3                        | 黑沙環                     | 黑沙環中街（近廣福祥花園） |
| 4                        | 鏡湖醫院                   | 新勝街                     |
| 5                        | 仁伯爵綜合醫院             | 若憲馬路                   |
| 6                        | 嘉諾撒聖心中學             | 羅若翰神父街               |
| 7                        | 皇朝                       | 布魯塞爾街                 |
| 8                        | 湖畔大廈                   | 北京街                     |
| 9                        | 氹仔市區                   | 地堡街                     |
| 10                       | 石排灣                     | 業興大馬路                 |
| 11                       | 塔石體育館                 | 高偉樂街（青年試館對面）   |
| 12                       | 關閘                       | 菜園涌邊街                 |
| 13                       | 澳門國際機場及氹仔客運碼頭 | 順景街                     |
| 14                       | 南灣                       | 澳門商業大馬路             |

## 特別安排
如地球物理暨氣象局發出八號或以上風球期間，電召的士服務暫停營運。在風球發出前一小時提供有限度服務，直至八號風球除下後1小時內才陸續恢復正常營運。
2020年1月31日至2月上旬，在首波COVID-19疫情爆發期間，澳門電召宣佈改為提供有限度服務。

1.（日間）早上8時至黃昏8時，將調整服務車輛總數80部。

2.（晚間）黃昏8時至翌日早上8時，將調整服務車輛總數40部。

## 預算
2021年6月23日，特區政府《公報》刊登澳門電召2020年度報告，指公司於2020年累計營運收入及其他收益共一億917萬元（澳門幣，下同），錄得虧損516.8萬元。澳門電召表示行政管理機關在近月進行改革及整頓，爭取公司業績年內能夠扭虧為盈。2020年度累計營運收入及其它收益為澳門幣一億917萬4,934元；本年度各項開支及費用主要為新購置經營業務所需車輛及設備、辦公室設備、汽油費、車輛維修、員工薪酬以及經營業務之租賃、保養、維修、保險、行政費用及折舊等，總計為一億1,434萬3,203元。故此，本年度錄得虧損516萬8,269元，並將該金額撥入累積損益。

## 相關問題及爭議

### 首月運作期間相關問題
澳門電召於2017年4月1日起首批50部的士投入運作後，直至2017年4月4日，每日平均接單量約為4,000多單，其中成功服務到的有800到900單不等，以電話及手機應用程式叫車的乘客各佔一半。對於網上有照片指電的在酒店的士上落客區上客，余建龍指已向相中的電的司機了解過，當時司機只是「入錯線」，因此需排隊接載已叫車的客人，並非網上所指的排隊等上客，該公司隨後提醒司機盡量不要進入與普通的士一同在酒店的的士站排隊。
電召公司更指出，當時最嚴峻問題是司機不足，不少本地人不願意投身的士司機行業，在2017年4月有90多名司機，預計在2017年4月中會增至約130名，但仍未有足夠人手營運餘下50部特別的士。
2017年4月16日，前宏益電召的士公司經理方念湘表示，澳門電召每天成功接載服務只有800至900單，認為有關公司的營運上不理想，未有太大舒緩的士需求的作用。而人手不足及路況問題是導致營運前景不樂觀。澳門電召回應指，首兩周所面對的問題仍是供求不平衡，電召量多接載車輛少，曾於1小時內接到預約 110次，遠超車輛可接載量，較多乘客在早上及黃昏繁忙時段預約車輛。

### 2017年發起疑似罷工事件
2017年11月，有報導指有電召的士司機因不滿公司調整收入而疑似罷工。澳門電司回應事件，解釋事件只是誤會一場，強調已解決事件，目前營運已恢復正常，所有司機亦已投入工作。又表示因應公司自今年4月營運至今仍收支不平衡，為減輕公司負擔，於該月起下調司機的佣金約10%，他解釋，可能因推出政策時與司機缺乏事前溝通，以致令約30名司機不滿，在日前把的士駛到北安碼頭聚集商討對策，被誤會為罷工，公司知悉後已即時與司機溝通，並暫停相關制度，計劃與司機深入討論後再作決定。

### 2020年至2021年內部營運混亂事件
2020年10月19日，有聽眾在澳門電台中文頻道時事節目《澳門講場》反映，有電召的士司機招攬顧客加入手機通訊群組，有“揀客”之嫌，且在群組成功叫車後司機不按標收費。電召公司回覆傳媒時指，由2020年3月至當時共收到10多宗在通訊群組接單的投訴，公司已發內部聲明禁止司機在群組接客，但由於難以查證群組上的人士是否公司的司機，故無法處罰有關行為。同時已取消要求乘客在手機應用程式上輸入目的地，以釋除“揀客”的疑慮。她呼籲市民應在正式渠道叫車，若遇到司機違規，公司可按訂單編號和車上GPS行車記錄調查，保障市民權益。
2021年12月，網上流傳澳門電召內部營運混亂，交通事務局回應表示，留意到網上言論及其回應，已展開相關調查及跟進。營業汽車工商聯誼會理事長凌世威受訪時表示，網上內部營運混亂應是指澳門電召旗下車輛涉嫌「租上租」的士，或違反合約內容，而據他了解，電召公司旗下300部的士是可分配予另一間公司承包，但需按照僱主形式聘請司機，並不能以產品形式出租的士，即「租上租」，而按照合同內容是不容許發生，他促請政府盡早查明事件真相。
2021年12月14日，澳門電召召開傳媒發布會，宣佈採取系列措施，加強打擊包括微信群組等非官方渠道的召車行為，漸見成效。又指若證實有司機透過包括微信等非官方渠道接客，會被停工一個月，再犯則永不錄用，又透露近月已有幾名司機被罰停工。公司又對相關事件作出報警處理，重申公司的營運模式是依法依規，受政府監管，她不方便透露分營電召的士具體數目，但強調所有下單、司機及車輛管理均需由電召的士公司平台操作。
2022年12月，2名電召的士司機分別被控涉及違反經營合同，各被罰款5萬及1萬元。電召的士公司辯稱司機休息亦屬於正在營運及服務，中級法院合議庭稱合同已明確休息的士司機不屬提供服務，電召的士公司亦有責任妥善安排人員以履行合同。另一宗案件涉及電召的士司機在港珠澳大橋的士站候客，電召的士公司被罰款1萬元。合議庭指出，電召的士公司須對屬下工作人員的錯誤負責，儘管有關人員可能未遵守公司為執行合同而訂的指引，但公司不能因此而免於承擔責任。

### 6‧18疫情抗議事件
2022年6月19日，澳門爆發6‧18大規模COVID-19疫情，超過1,700部普通的士和特別的士於疫情爆發期間被迫停工。同年6月27日，部分電的於皇朝區總部周邊道路發起集體慢駛表達訴求，促請澳門電召在疫下免除車租，讓司機可暫時停工，部分司機更擔心於疫情期間受到感染導致全家被迫隔離或送院，甚至所居住的大廈被圍封列為紅碼區。
2022年6月27日，澳門電召隨後回應事件，於6月19日已先後宣布暫緩管理費調整，於6月23日再給予相關費用減免政策。而為降低電召司機因接載黃碼人士產生感染的風險，特別啟動五輛臨時抗疫車專線免費接送黃碼人士使用，有關成本由公司自行承擔；且亦向屬下司機提供包括所有車輛的防疫物資補給，免費提供清潔消毒車輛及優先為司機提供隔離衣等，以減低司機感染風險，同時指出對於司機表達的有關訴求，會再積極研究，尋求雙方合理的解決方案。

### 2023年復常後電召服務求過於供
2023年1月8日起，澳門恢復與中國大陸、香港和國際正常通關，旅客量持續增加導致電召服務求過於供，電召公司執行董事張志民於2023年7月1日受訪時表示，疫後旅客對電召的士需求大幅增加，疫後300輛的士全部投入運作，但仍難回應市面需求，希望政府增發特別的士牌滿足需求。訪澳旅客多數以散客為主，家庭客漸最多，司機約800多名，日均接15,000張單，形容“生意繁忙”。他建議政府能夠增發200至300個特別的士牌，滿足乘客使用需求。
2023年7月6日，交通事務局回覆澳門立法會直選議員羅彩燕關於增加的士牌照的書面質詢時表示，會因應澳門實際環境、客觀營運條件，以及公眾對的士服務的需求，短期內會適當增加特別的士數量。同時已有序展開普通的士公開競投的籌備工作並會適時公佈。
交通咨詢委員會委員古慶祥認為，需審慎考慮增加電召的士數量，建議當局可分析使用電召的高峰時段及區份、優化電召公司叫車程式、對臨時取消預約電召的人士採取措施等，而俗稱“黑的”的普通的士，他認為可在公開競投時加入使用電子支付的要求，同時與治安警等相關部門加強聯合打擊的士違法行為。聚賢同心協會秘書長高岸峰認為可分階段增發的士牌照，不宜太大量的士投入市場，他稱，社會有共識需增發的士牌照，希望政府釋出更多細節信息，包括綜合實施新的士法後收到的投訴及意見，探討增加解決司機與車載機的爭議條款、電子支付等，至於電召的士未來發展，他認為已過市場適應期，未來可朝多間公司發展方向。

### 的士車廂播放系統被黑客入侵
2023年10月，網上流傳影片顯示，有電召的士車廂內播放屏幕出現「Hacked by Anonymous64 」等字樣，又播放與中共中央總書記習近平有關的批評，其中影射不少社會議題如青年失業、洪水救災等。影片在網上流傳不久，澳門電召於同年10月1日在微信平台發佈公告指，「今天意外受到黑客不法入侵系統，並發佈危害國家安全的信息，本司須嚴正聲明相關信息與本司完全無關。」並指已對是次事件立即報警「並予以嚴肅處理」，「強烈譴責」入侵系統的黑客，保留對其追究之法律責任。同時重申該公司「一直以愛國愛澳的宗旨視為本司的核心價值」，呼籲市民切勿轉發相關不法訊息，隨後警方未有公佈案件的相關消息。

### 一般的士加入電召預約平台惹政府關注
2025年4月26日，交通事務局及治安警察局發出聯合新聞稿指留意到有團體推出涵蓋一般的士（俗稱“黑的”）的網約的士平台，多一種召車方式無疑能為乘客帶來便利，然而，兩局提醒相關黑的司機如收取電召費或接單後“失約”有可能觸犯第3/2019號法律《輕型出租汽車客運法律制度》當中的濫收車資或拒載。交通事務局正研究及推進相關修法進程，透過引入規範化管理，加強對網約的士平台的監管。

### 召車成功率長期不達標
2025年6月下旬，澳門審計署公佈《對特別的士服務的監察工作》衡工量值式審計報告，擷取2025年1月各時段召車比率，由承批人向交通事務局提交的“紅的”召車紀錄顯示，各時段未能即時召車的比率平均超過五成，甚至在18:00-18:59時段超過九成，顯示居民的需求遠遠未被滿足。同時批評交通事務局在“最低營運車輛數量”、預約服務、特別的士交通安全三方面監察不力。審計發現指，有關問題均源於批給合同的規定未被嚴謹執行，不僅影響公共利益的實現，亦有違居民藉特別的士服務滿足出行需求的殷切期望。
交通事務局回應指高度重視上述審計報告提出的各項意見，局方將遵從審計報告的意見及建議，積極完善監察機制，持續優化及加強對特別的士服務的監管工作，另要求承批人在限期內整改，按合同規定展開處罰程序。
電召公司回應指，深知電召服務仍有不足，對居民的期待銘記於心。未來將按特區政府的要求，竭盡所能完善機制、提升服務。
澳門特別行政區第六屆政府運輸工務司司長譚偉文表示，高度重視審計報告所指出的問題，交通事務局責無旁貸，將啟動內部調查程序，並已責成該局全面檢討現行對特別的士服務監管工作的整個流程及規章制度，對此將嚴肅處理，絕不姑息。

## 嚴重交通事故
粗體為致命交通事故。
2017年11月17日上午11時50分，治安警察局通報，一輛沿青洲新巷行駛的電召的士，當駛至大明閣停車場門口時撞倒一名年約78歲的楊姓本地男子，意外導致該名男性行人嚴重受傷，需即時送院搶救，在深切治療部留醫延至深夜最終證實不治。事發後30多歲的司機通過酒精測試，不涉及醉駕。
2020年11月29日上午，一名電召的士司機，涉嫌酒後駕駛，在渡船街與亞利鴉架街交界失控，與一部電單車碰撞，導致63歲男性電單車司機重傷昏迷送院，當時一度送往仁伯爵綜合醫院深切治療部留醫。肇事的38歲男性電召司機承認駕駛前曾飲酒，以及事發時沒有在STOP(停車)符號前停車讓先，撞車後更一度遺棄傷者離開現場。警方對該名電召司機以涉嫌危險駕駛、過失傷人、遺棄受害人及酒後駕駛等多項罪名將案件移送檢察院偵辦。
2021年12月2日晚上9時許，一名六十七歲婦人從斑馬線橫過馬路時，被一輛自橫街駛出的電召的士撞倒，當場傷重倒地，送院搶救後證實不治。現場為雅廉訪大馬路近門牌121號，現場消息指，死者當時正從斑馬線橫過馬路，被一輛從羅若翰神父街轉出的紅色電召的士撞倒，當場傷重倒地，沒有反應。的士司機即報警處理，消防救護員接報到場將傷者送院急救，送院後證實死亡。據消防局指，傷者被撞後前額裂傷出血，口及耳有腦脊液流出，送院時已無呼吸心跳。同年12月7日，電召司機被控涉嫌觸犯過失殺人罪，被中止從事的士駕駛員職業。
2022年1月12日晚上7時許，氹仔海洋花園大馬路近海洋花園焜苑對開路段，一輛私家車懷疑與一輛電召的士相撞，涉事私家車翻側，司機一度被困，隨後自行脫困。男的士司機則受輕傷，兩名司機分別被送往仁伯爵綜合醫院及鏡湖醫院治療。
2022年4月15日清晨五時許，一部電召的士沿馬濟時總督大馬路向布魯塞爾街方向行駛，至恆基花園對開時撞倒一名橫過馬路途人，途人撞倒後重傷昏迷，送往醫院後證實不治。死者34歲，澳門居民；肇事的士司機40餘歲，通過酒精測試。
2022年7月12日，一名年約50歲的中國大陸籍外地僱員懷疑在近亞利鴉架街交界的高士德大馬路亂過馬路，被一輛電召的士撞倒，傷者由消防員抬上救護車後送往山頂醫院搶救，其後枕骨裂傷出血，清醒程度下降。警員向司機了解事件，其通過酒精測試，證實無飲酒。警方初步懷疑有人亂過馬路，確切起因有待交通廳進一步查明。
2022年10月9日凌晨，一名61歲男子踩單車橫過斑馬線期間懷疑被一輛行駛中的召的士撞倒，撞倒的男子送院期間一度昏迷，其後恢復清醒。兩人分別通過酒精呼氣測試，起因有待調查。
2023年3月23日，一部藍色電召車輛駛至望廈巴士總站出口處撞倒一名十歲男童，男童被捲入車底，左大腿骨折。需由消防員救出送院急救，轉送深切治療。澳門電召表示高度關注事件，經初步了解事故發生前車輛於該路段正常行駛，期間司機及車上乘客均表示沒有看見有關男童，懷疑該男童快速橫過馬路引致被撞。肇事司機於2022年11月入職，當日傍晚六時上班，其精神及身體狀況良好， 交通事故發生後亦通過酒精測試。
2024年3月31日上午6時許，一架藍色電召車輛駛至友誼圓形地與馬萬祺博士大馬路往港珠澳大橋方向交界口，警方經調查初步懷疑事故成因為一部電召的士衝紅燈導致與另一部普通的士相撞所致。意外導致兩車共四名乘客受傷送院，包括2名香港居民及一名中國大陸持往來港澳通行證的人士，分別送往鏡湖醫院治理；40多歲電召的士司機及60多歲普通的士司機均通過酒精測試，及後一人報稱不適需送院。
2025年2月6日晚上10時23分，一輛載滿乘客的紅色電召的士行駛至關閘廣場近工人體育場附近，疑突然失控自炒撞石壆及圍欄，導致車頭損毀、流出機油。車上來自中國大陸的五男一女乘客受傷送院治理，司機未有受傷自行下車報警並通過酒精測試。
2025年2月7日晚上7時左右，一名44歲男司機懷疑突發心臟病發，其駕駛紅色電召的士車輛於近望廈社屋望賢樓停車場出口處慢駛撞向鐵欄，救護員到場發現沒反應表面傷痕、沒有呼吸及脈搏，送院搶救後證實不治。澳門電召表示事發時司機正在進行換班工作，並呼籲全體司機保持日常身體檢查，預防同類悲劇再次發生。

## 外部連結
- 澳門電召的士服務股份有限公司 （页面存档备份，存于）